# Raketový motor na tuhé pohonné látky

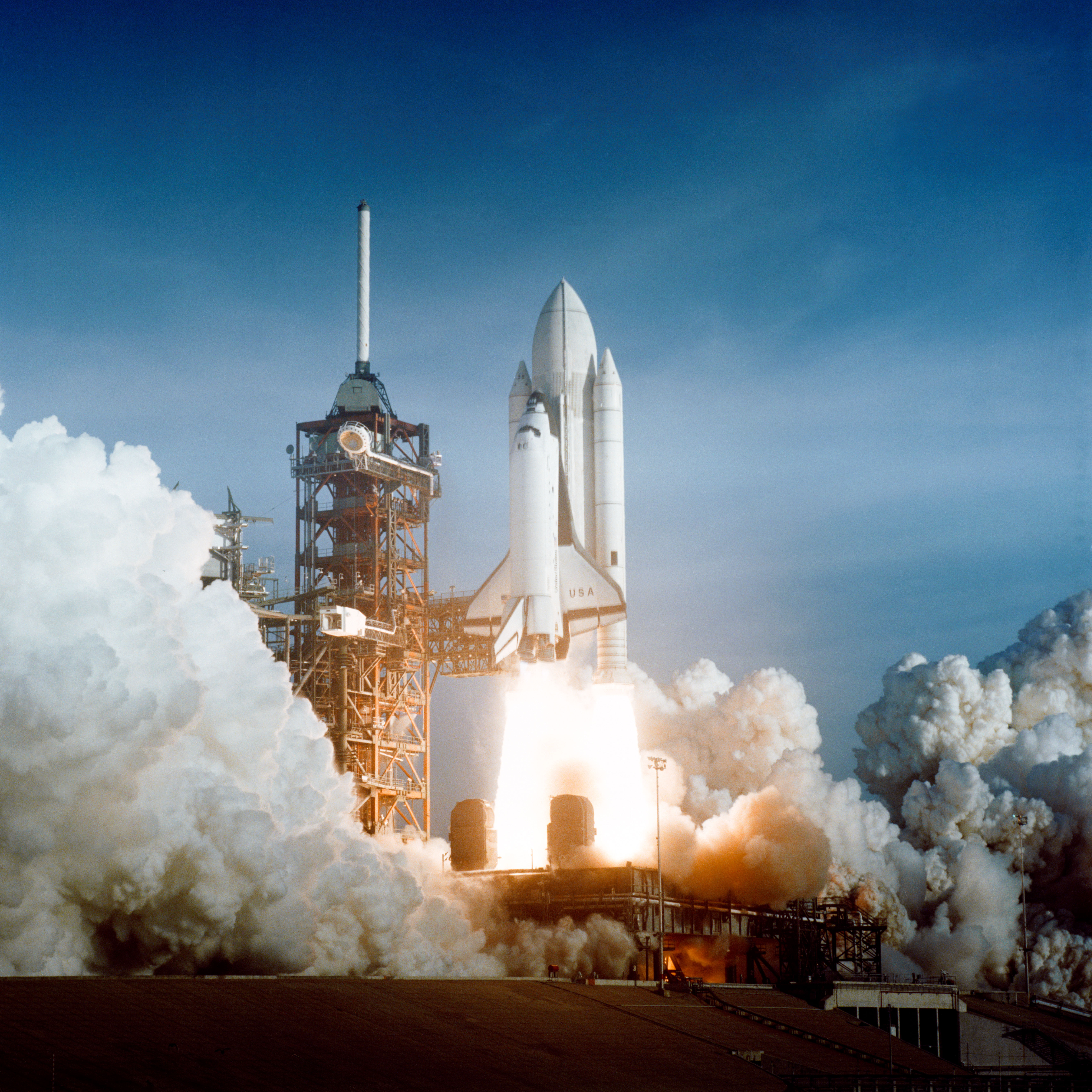
Raketoplán používá dva pomocné motory na tuhé palivo

Raketový motor na tuhé pohonné látky (též raketa na tuhá paliva) je druh raketového motoru, jehož palivo i okysličovadlo se nachází v tuhém stavu (nejedná se pouze o pevné skupenství). Jedná se o nejdéle známý druh raketového pohonu. První zmínky pochází z 13. století z Číny a Arábie, kde bývaly rakety poháněné střelným prachem používány k tvorbě ohňostrojů i jako zbraň. Tuhá paliva byla jediným druhem raketového pohonu až do počátku 20. století, kdy byly učiněny první pokusy s kapalným palivem. V dnešní době je hlavní oblastí využití raket na tuhá paliva vojenství, ohňostroje a kosmický průmysl. Pro kosmické aplikace se využívají hlavně jako urychlovací a pomocné motory, ale několik typů raket využívá tuhá paliva jako hlavní palivo.

## Základní koncepce

Řez raketou na tuhé pohonné látky

Základními součástmi motoru jsou plášť, tryska, palivová náplň a zažehovač. Plášť slouží jako spalovací komora, je vyplněn palivem. Jednoduché rakety mají celý průměr vyplněn palivem a „odhořívají“ odspodu, moderní a výkonné rakety mají různou geometrii výplně s různě tvarovaným kanálkem pro dosažení požadované plochy hoření a palivo tak hoří po celé délce. Palivová náplň je kompozicí okysličovadla, paliva a různých dalších příměsí, která se za běžných teplot chová jako tuhé těleso. Po zažehnutí začne hořící palivo produkovat velké množství plynů. Plyny vystupují ze spalovací komory tryskou, jejíž tvar je uzpůsoben pro udržení tlaku v komoře.
Jednoduchý motor nelze vypnout a restartovat ani nelze regulovat jeho tah, jakmile je zažehnut, má vše potřebné k činnosti a hoří, dokud nedojde palivo. Pokročilejší konstrukce dokážou regulovat tah během činnosti pomocí otvorů, které vypouští plyny mimo trysku, nebo pomocí speciálního uzpůsobení geometrie paliva pro dosažení různého tahu v daných fázích letu. Některé moderní motory mohou být zastaveny a restartovány. Využívá se buď systém pro uhašení reakce ve spalovací komoře, nebo jsou motory sestaveny z několika postupně zažehovaných segmentů (např. Space Shuttle Solid Rocket Booster).
Moderní motory mohou disponovat dodatečnými zařízeními, jako například systémem směrování trysky, naváděcím systémem, sebedestrukčním systémem, padákem, menšími pomocnými motory atd.

## Konstrukce
Návrh motoru začíná u potřebného impulsu, z něj vychází množství potřebného paliva a okysličovadla. Další hlavní parametry jsou odvozeny od požadovaných provozních podmínek a provozní charakteristiky pro danou funkci, kterou bude motor plnit. Pro dosažení optimálního chodu je třeba spolupráce několika vědních oborů, chemie, metalurgie, fyzika a další. Hlavní parametry, které určují výslednou charakteristiku motoru, jsou: typ paliva, geometrie palivové kompozice, tvar trysky a odolnost pláště. Následující provozní parametry jsou řešeny samostatně nebo je dosaženo jejich kompromisu.
- Stabilní a předvídatelné spalování je určováno povrchem palivové náplně a tlakem v komoře.
- Tlak ve spalovací komoře je určen geometrií trysky a rychlostí spalování paliva.
- Maximální dovolený tlak ve spalovací komoře je určen použitým materiálem pláště.
- Délka hoření je závislá na tloušťce vrstvy a množství paliva

### Geometrie rozložení paliva
Palivo hoří na povrchu a postupně prohořívá hlouběji. Geometrie rozložení paliva ve spalovací komoře tak hraje důležitou roli v celkovém výkonu motoru. Tvar výplně se postupně mění a tím se mění i povrch výplně, vystavený proudícím spalinám. Hmotnostní průtok Qm (kg/s) spalin je funkcí hustoty paliva ρ, okamžitého povrchu hořících plynů As a lineární rychlosti hoření daného paliva br (m/s).
{\displaystyle \mathbb {Q} _{m}=\rho \cdot A_{s}\cdot b_{r}}
Běžně se používá několik geometrických konfigurací paliva:

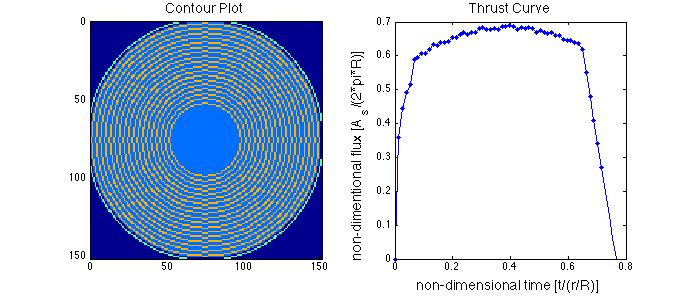
Kruhový otvor - simulace
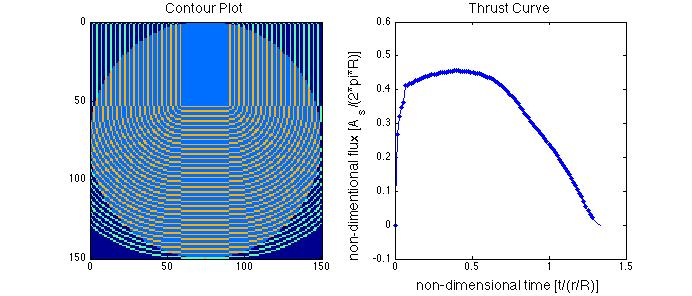
Otvor tvaru C - simulace
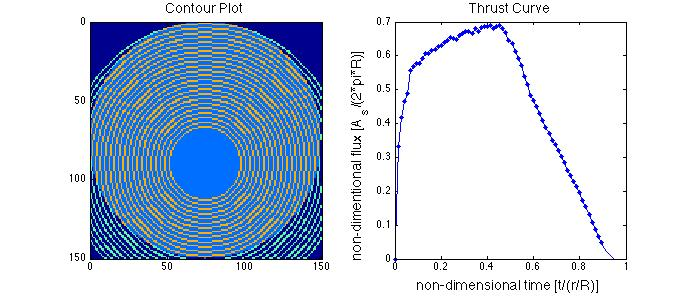
Měsíčkový otvor - simulace
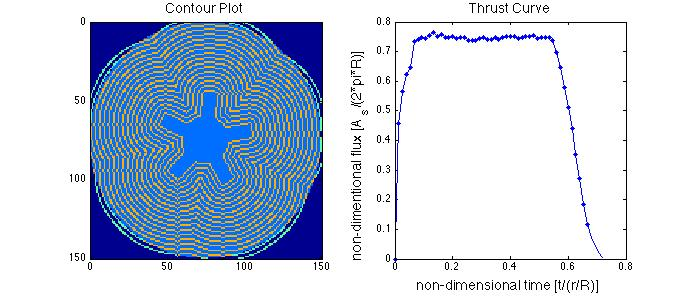
Pěticípý Finocyl - simulace

- Kruhový otvor – poskytuje progresivně-regresivní křivku tahu
- Otvor tvaru C – Mimo osu motoru je umístěn velký otvor. Poskytuje snižující se tah po delší dobu. Dochází k nerovnoměrnému ohřevu a nerovnoměrnosti vektoru výstupních plynů.
- Měsíčkový otvor – Kruhový otvor mimo osu. Křivka tahu je progresivně-regresivní, delší tah, teplotní a tahové nerovnoměrnosti.
- Finocyl – Otvor ve tvaru pěti nebo šesticípé hvězdy. Stálý tah, hoří kratší dobu.

### Plášť
Plášť může být vyroben z mnoha různých materiálů. Malé rakety poháněné střelným prachem mají plášť z kartonu, silnější motory používají hliníkové slitiny, silné motory jako Castor mají plášť z oceli a moderní motory používají kompozitní materiály z uhlíkových vláken a epoxidové pryskyřice, například motory GEM. Plášť musí být dostatečně odolný, aby vydržel poměrně velké tlaky (1–10 MPa) a vysoké teploty. Proto se z konstrukčního hlediska jedná o tlakovou nádobu. Jako ochrana před teplotou a korozivními účinky spalin se často používá ablativní nástřik na vnitřních stranách pláště. Důležitou částí pláště je těsnění, selhání těsnicího o-kroužku bylo příčinou nehody raketoplánu Challenger.

### Tryska
Tryska raketového motoru na tuhé pohonné látky se moc neliší od trysky motoru na kapalná paliva. Tvarem se jedná o lavalovu dýzu. Oproti motoru na kapalná paliva ji nelze chladit regenerativně a materiál trysky tak musí vydržet vysoké teploty. Materiál bývá na bázi grafitu nebo se používá uhlíkový laminát. Některé motory mají systém vektorování tahu pomocí výkyvné trysky (Space Shuttle SRB) nebo se používá systém LITV. LITV (liquid injection thrust vectoring) je systém vstřikování kapalné látky do proudu spalin za ústím trysky, kde dojde k rozkladu a odpaření kapaliny, což zvýší tah a poskytne řídicí moment hybnosti.

## Výkon a použití

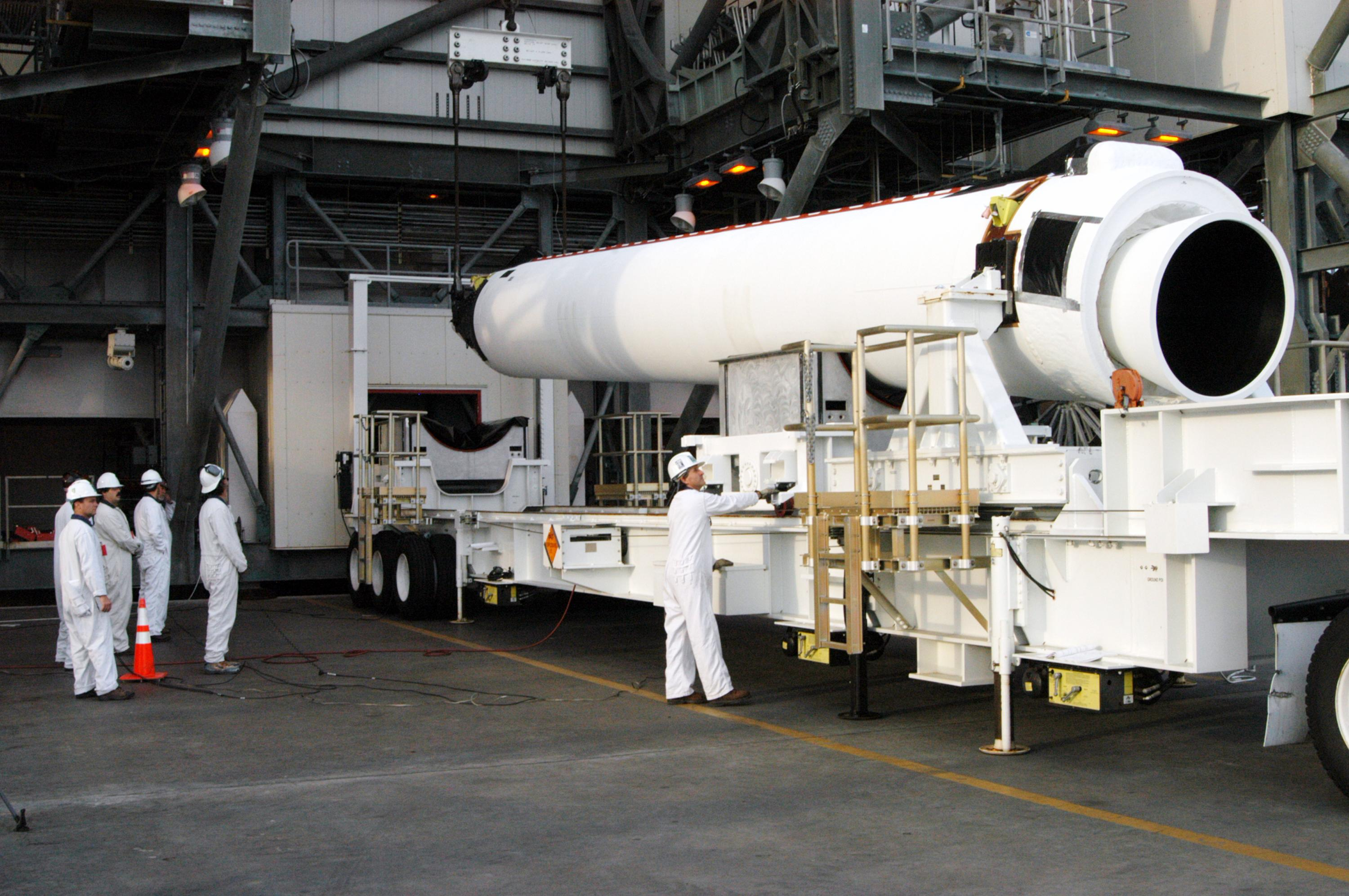
Motor GEM-60 rakety Delta IV

Moderní motor s vysoce energetickým palivem dosahuje specifický impuls (Isp) až 2600 N.s/kg (265 sekund), v porovnání s motory na kyslík a RP-1 s Isp 3500 N.s/kg a kapalným vodíkem s Isp 4500 N.s/kg, nejsou tyto motory tak palivově účinné, avšak jejich cena je mnohem nižší než cena motorů na kapalná paliva. V kosmonautice se používají hlavně jako pomocné startovací motory (například Space Shuttle Solid Rocket Booster) kdy dokážou vyvinout tah v řádech MN (mega newton). Kvůli neschopnosti okamžitě regulovat tah, případně motor vypnout, je problematické jejich použití na horních stupních (nelze zaručit dosažení přesné orbity).

Díky možnosti dlouhodobého skladování a možnosti okamžitého odpálení, mají široké uplatnění ve vojenských aplikacích. Po konci studené války byly bývalé mezikontinentální rakety přestavěny na kosmické nosiče. Rakety Minuteman a Peacekeeper slouží jako základ lehkých nosných raket Minotaur.